# تال بورستين
تال بورستين (بالعبرية: טל בורשטיין‏) مواليد 19 فبراير 1980 في بتاح تكفا، هو لاعب كرة سلة إسرائيلي معتزل بدأ مسيرته الاحترافية في سنة 1997. يبلغ طوله 6 قدم 6 بوصة (2.0 م). اعتزل اللعب في 2012.

## المسيرة الاحترافية
لعب مع مكابي تل أبيب لكرة السلة من سنة 2000 إلى 2009، ثم لعب مع بالونكيستو فوينلابرادا في الدوري الإسباني في موسم 2009–2010، ثم لعب مع مكابي تل أبيب لكرة السلة من سنة 2010 إلى 2012.

## روابط خارجية
- تال بورستين على موقع الاتحاد الدولي لكرة السلة (الإنجليزية)
- تال بورستين على موقع الدوري الأوروبي لكرة السلة (الإنجليزية)
- تال بورستين على موقع الدوري الإسباني لكرة السلة (الإسبانية)
- تال بورستين على موقع كرة السلة الأوروبية.كوم (الإنجليزية)
- تال بورستين على موقع ريلجم (الإنجليزية)
- تال بورستين على موقع بروبوليرز (الإنجليزية)
- تال بورستين على موقع سبورتس رفرنس (الإنجليزية)